# Peter Christian von Kleist
Peter Christian von Kleist (* 1727 in Damen; † 1777) war ein preußischer Oberst und Träger des Pour le Mérite.

## Herkunft und familiäres Umfeld
Peter Christian von Kleist auf Groß-Tychow stammte aus dem gleichnamigen Ast der Familie Kleist aus dem Uradel Hinterpommerns. Er war der dritte und jüngste Sohn des Hans Christian von Kleist (1685–1749), Herrn auf Damen und Lestin, und der Prisca Catharina von Kleist (1691–1753). Er wurde 1727 in Damen geboren und dort am 9. November 1727 getauft.

## Militärische Laufbahn
Als dritter, nicht erbberechtigter Sohn wählte er, wie viele seiner Geschlechtsgenossen, den Soldatenberuf. Im Alter von knapp 20 Jahren trat er in den preußischen Militärdienst, in dem er eine außergewöhnlich schnelle Karriere machte. Am 9. Oktober 1747 wurde er zum Fähnrich im Infanterie-Regiment von Kleist Nr. 26 ernannt. Am 20. April 1749 wurde er Secondeleutnant und 3. April 1750 Premierleutnant, nunmehr im  Infanterie-Regiment Fürst Moritz von Anhalt-Dessau Nr. 22. Schon am 25. September 1753 wurde zum Kapitän befördert und gleichzeitig zum Adjutanten des Fürsten Moritz von Anhalt-Dessau bestellt. Mit diesem zog er 1756 in den Siebenjährigen Krieg. Er nahm an der Schlacht bei Kolin ebenso teil, wie später an den Schlachten bei Liegnitz und Torgau. Am 22. Juli 1757 wurde er Kompaniechef und am 29. August Major. Seit Februar 1760 diente er König Friedrich II., der ihn wegen seiner Tapferkeit und Umsicht sehr schätzte und der ihn am 8. Januar 1760 zum Oberstleutnant befördert hatte, als Flügeladjutant. Der König, der ihm vertraute und auch für schwierige Aufgaben verwendete, hatte ihn Anfang 1759 nach Torgau entsandt, um den Feind, die Reichsarmee, zu beobachten und am Übergang über die Elbe zu hindern. Diese Aufgabe erfüllte er mit Erfolg und zur Zufriedenheit des Königs, der ihn danach wieder zu sich nach Liegnitz berief. In der für Preußen siegreichen Schlacht bei Liegnitz am 15. August 1760 hatte er erheblich durch seine Tapferkeit zum preußischen Erfolg beigetragen, so dass der König ihn noch auf dem Schlachtfeld, er war gerade 33 Jahre alt, zum Obersten beförderte und ihm den Orden Pour le Mérite verlieh. Allerdings hatte es schon 1757 Bemühungen gegeben, Kleist diesen Orden zu verleihen. Nach der Schlacht bei Kolin hatte sein damaliger Kommandeur, der Fürst Moritz von Anhalt-Dessau, ihn mit Bericht vom 6. November 1757 zur Auszeichnung mit diesem Orden vorgeschlagen, ohne dass es dabei zu einer Entscheidung über den Vorschlag gekommen war. Nach der Schlacht bei Liegnitz erkrankte Peter Christian von Kleist schwer. Er erlitt einen Schlaganfall und erbat daher vom König seine Verabschiedung, die schließlich auch gewährt wurde.

## Weiteres Leben
Außer um seinen Abschied aus dem aktiven Militärdienst bat Peter Christian von Kleist 1760 auch um die Genehmigung des Königs, sich mit der Tochter des Generalleutnants von Retzow verheiraten zu dürfen. Der König verweigerte die Heiratserlaubnis und vertröstete ihn damit, dass er der Heirat nach einem Friedensschluss mit Freuden zustimmen würde. Da Kleist nicht länger warten wollte, heiratete er die reiche Erbin Maria Charlotte von Retzow ohne königliche Zustimmung am 26. April 1762. Er wurde dafür vom König mit einem halben Jahr Festungshaft und mit dem Entzug der ihm seit 1756 übertragenen Amtshauptmannschaft für Angerburg bestraft. Durch diese Heirat wurde er wohlhabend, denn seine Frau brachte außer einer Mitgift von 24 000 Thalern auch einige Ländereien in die Ehe ein. Zusätzlich hatte ihn Moritz von Anhalt-Dessau, der ihn sehr schätzte, nach dessen schwerer Verwundung in der Schlacht bei Hochkirch testamentarisch reich bedacht. Zu den ihm vererbten Vermögenswerten gehörten u. a. mehrere Häuser in Stargard in Pommern, zwei Hufen Ackerland und 12 Kalkberge, Wiesen und seine Pferde bis auf eins, das beste, das Moritz dem König vermachte.
Als dann aber 1772 sein Gut Groß-Tychow mit allen Gebäuden durch Blitzschlag abbrannte, geriet er in finanzielle Schwierigkeiten. Er wandte sich deshalb an den König um Hilfe. Dieser bewilligte ihm aus dem Meliorationsfond eine Beihilfe von 7000 Thalern, mit der er Gut Groß-Tychow wiederaufbauen konnte.
Aus seiner Ehe mit Maria Charlotte von Retzow gingen zwei überlebende Söhne, darunter Hans Jürgen von Kleist-Retzow, und zwei Töchter hervor. Er starb am 21. November 1777, seine Witwe am 25. September 1781.